# Dywity (gemeente)
De gemeente Dywity is een landgemeente in het Poolse woiwodschap Ermland-Mazurië, in powiat Olsztyński.
De zetel van de gemeente is in Dywity.
Op 30 juni 2004 telde de gemeente 8689 inwoners.

## Oppervlakte gegevens
In 2002 bedroeg de totale oppervlakte van gemeente Dywity 160,68 km², waarvan:
- agrarisch gebied: 60%
- bossen: 25%

De gemeente beslaat 5,66% van de totale oppervlakte van de powiat.

## Demografie
Stand op 30 juni 2004:
| Omschrijving                   | Totaal | Totaal | Vrouwen | Vrouwen | Mannen | Mannen |
| ------------------------------ | ------ | ------ | ------- | ------- | ------ | ------ |
| eenheid                        | aantal | %      | aantal  | %       | aantal | %      |
| inwoners                       | 8689   | 100    | 4400    | 50,6    | 4289   | 49,4   |
| bevolkingsdichtheid (inw./km²) | 54,1   | 54,1   | 27,4    | 27,4    | 26,7   | 26,7   |

In 2002 bedroeg het gemiddelde inkomen per inwoner 1441,81 zł.

## Administratieve plaatsen (sołectwo)
Barkweda, Brąswałd, Bukwałd, Dąbrówka Wielka, Dywity, Frączki, Gady, Gradki, Kieźliny, Ługwałd, Myki, Nowe Włóki, Redykajny, Rozgity, Różnowo, Sętal, Słupy, Spręcowo, Tuławki.
Zonder de status sołectwo : Zalbki.

## Aangrenzende gemeenten
Barczewo, Dobre Miasto, Jeziorany, Jonkowo, Olsztyn, Świątki
- Library of Congress Control Number: nr99026934
- Nationale Bibliotheek van Israël: 987007498932205171
- Virtual International Authority File: 135326685